# Manuela de Melo
Maria Manuela de Macedo Pinho e Melo, ComIH, Medalha de Mérito Turístico (Grau ouro), (Vale de Cambra, 26 de Março de 1945), é uma jornalista e política portuguesa.

## Carreira
Manuela de Melo licenciou-se em Biologia na Universidade do Porto. Foi professora no ensino secundário no ano lectivo de 1973-1974. De 1973 até Janeiro de 2002 foi jornalista da RTP e professora da Escola Superior de Jornalismo do Porto (1983 a 1990).
Ocupou também os seguintes cargos: vereadora da Câmara Municipal do Porto (Pelouro da Cultura e Turismo) de Janeiro de 1990 a Janeiro de 2002; membro do Conselho de Administração-Comissão Executiva da Porto 2001, S.A., entre 30-01-1999 e 30-06-2002; membro do Conselho de Opinião da RTP (1997 a 1999); vice-presidente da Câmara Municipal do Porto (1999-2002); membro da Comissão Parlamentar de Educação, Ciência e Cultura; vice-presidente do Grupo Parlamentar do Partido Socialista; deputada na IX Legislatura; Conselheira Municipal para a Igualdade na Câmara Municipal de Arcos de Valdevez, a partir de 24 de Outubro de 2018.